# Özer Özdemir

## Carreira
Ozer Ozdemir Debutou profissionalmente pelo Le Havre No dia 4 De agosto de 2017 Contra a Association de la Jeunesse Auxerroise onde o havre ganhou de 4-1 Com direito a 1 Assistencia do jogador,atualmente nao vem recebendo muitas chances do treinador.

## Nacionalidade
O Jogador,Nasceu na frança em 98 Porem tinha familiares Turcos,Oque fez mudar sua nacionalidade.
http://www.hac-foot.com/equipe/ozer-ozdemir.html